# Åse Hedström
Åse Hedström, född 1950, är en svensk tonsättare och musikadministratör.
Hedström har varit chef för Stockholms konserthus och ledamot av Kungliga Musikhögskolans styrelse. Hedström invaldes som ledamot nr. 941 av Kungliga Musikaliska Akademien 2001.

## Fotnoter
1. 1 2 3 4  Store norske leksikon, Store norske leksikon-ID: Åse_HedstrømStore_norske_leksikon, läst: 5 augusti 2017.[källa från Wikidata]